# Люндей (Кодла-фьорд)
Люндей (исл. Lundey, исландское произношение: [ˈlʏntˌeiː] (слушать)о файле) — небольшой остров вулканического происхождения в Кодла-фьорде на западе Исландии возле Рейкьявика (община Рейкьявикюрборг региона Хёвюдборгарсвайдид).

## Характеристика
Остров находится примерно в 1,2 км от Рейкьявика в Кодла-фьорде, который входит во фьордовый комплекс Фахсафлоуи. Площадь Люндей составляет около 0,04 км², длина около 400 метров, а ширина — 150 метров. Его самая высокая точка находится на высоте около 14 метров над уровнем моря.
Остров является частью общины Рейкьявикюрборг, но не относится ни к одному из десяти районов Рейкьявика, а включен в межселенные территории столицы, так называемый «Зеленый пояс» (исл. Græni Trefillinn).
Этот небольшой остров очень интересен тем, что на нём существуют колонии различных видов морских птиц, в том числе гнездится около 3600 пар атлантических тупиков,  50 пар черных кайр (больше, чем где либо в окрестностях Рейкьявика), а также глупышы, хохлатые бакланы, полярные крачки. Колоний тупиков раньше, вероятно, было несколько больше, чем сейчас, так как на острове найдены остатки старых колоний этих птиц, где сейчас не гнездится ни одна пара.
На острове найдено 111 видов сосудистых растений, а также 1 вид лишайников (Xanthoria parietina) и 3 вида мхов (Brachythecium albicans, Schistidium maritimum, Ulota phyllanta).
Из порта Сюндахёбн периодически ходят к Люндей туристические катера, которые делают обзорные экскурсии для любители птиц в прибрежных водах. Высадка на сам остров запрещена без специального разрешения Департамента по защите окружающей среды, так как Люндей внесён в Список природного наследия Исландии.

## Галерея

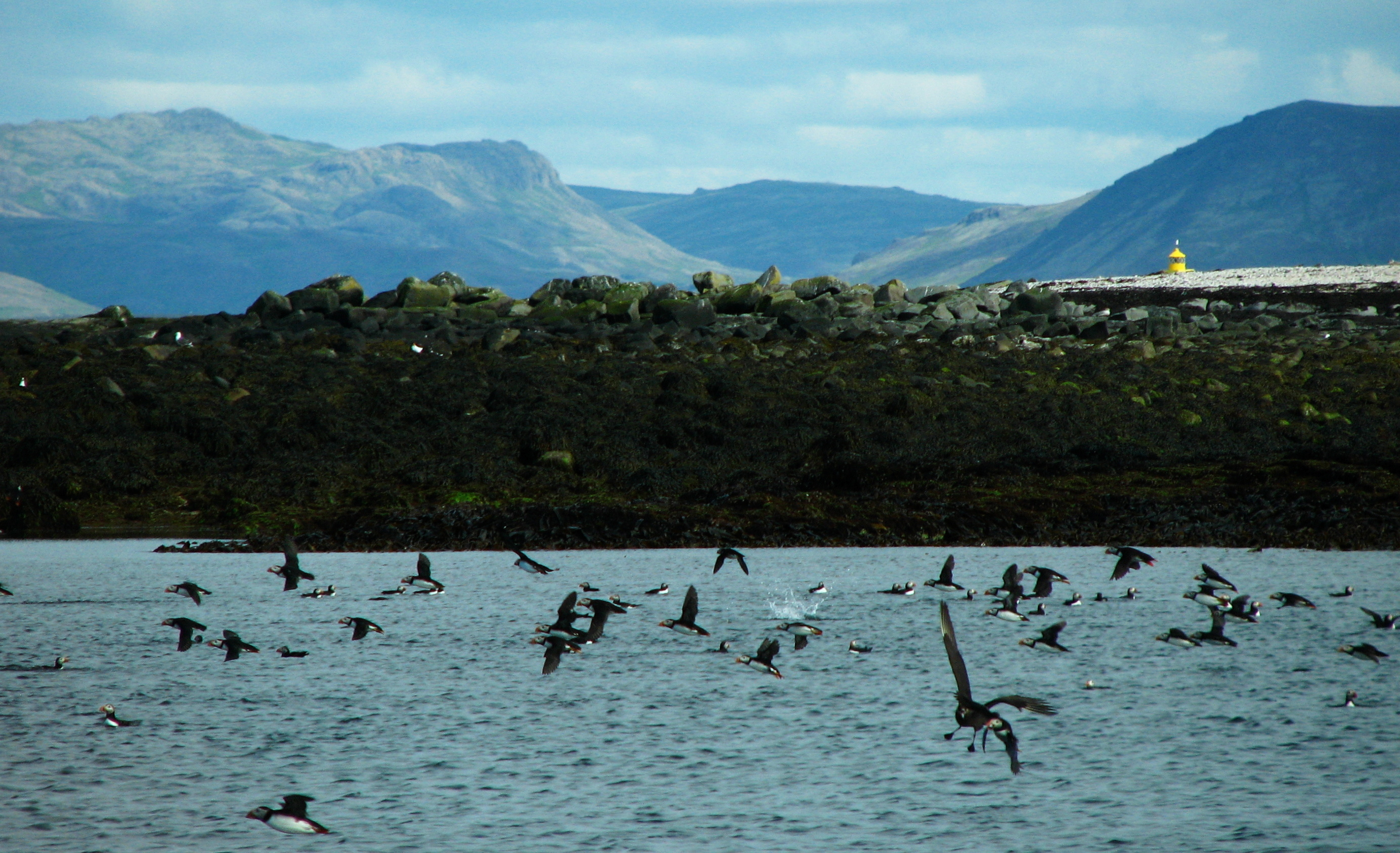
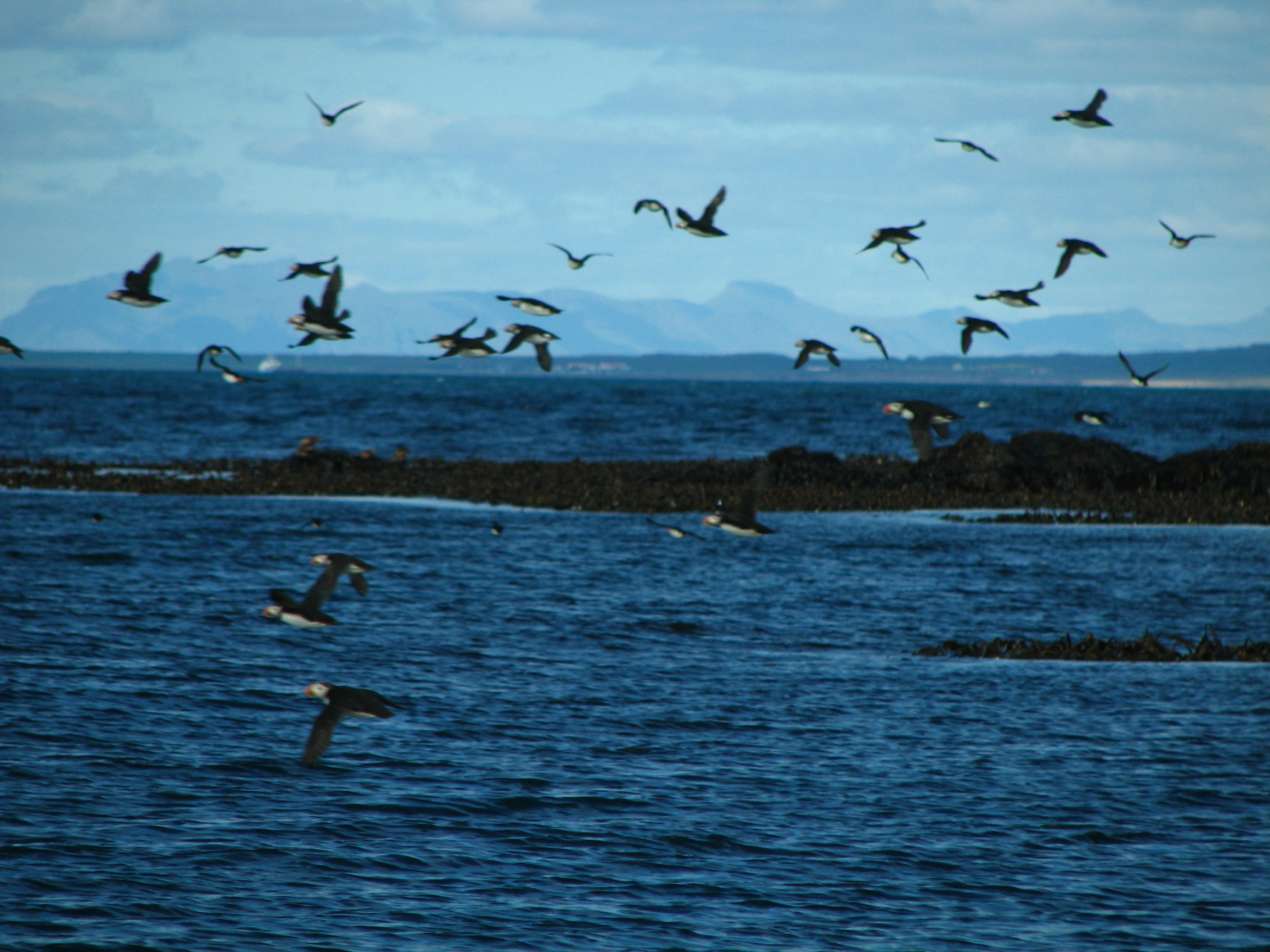
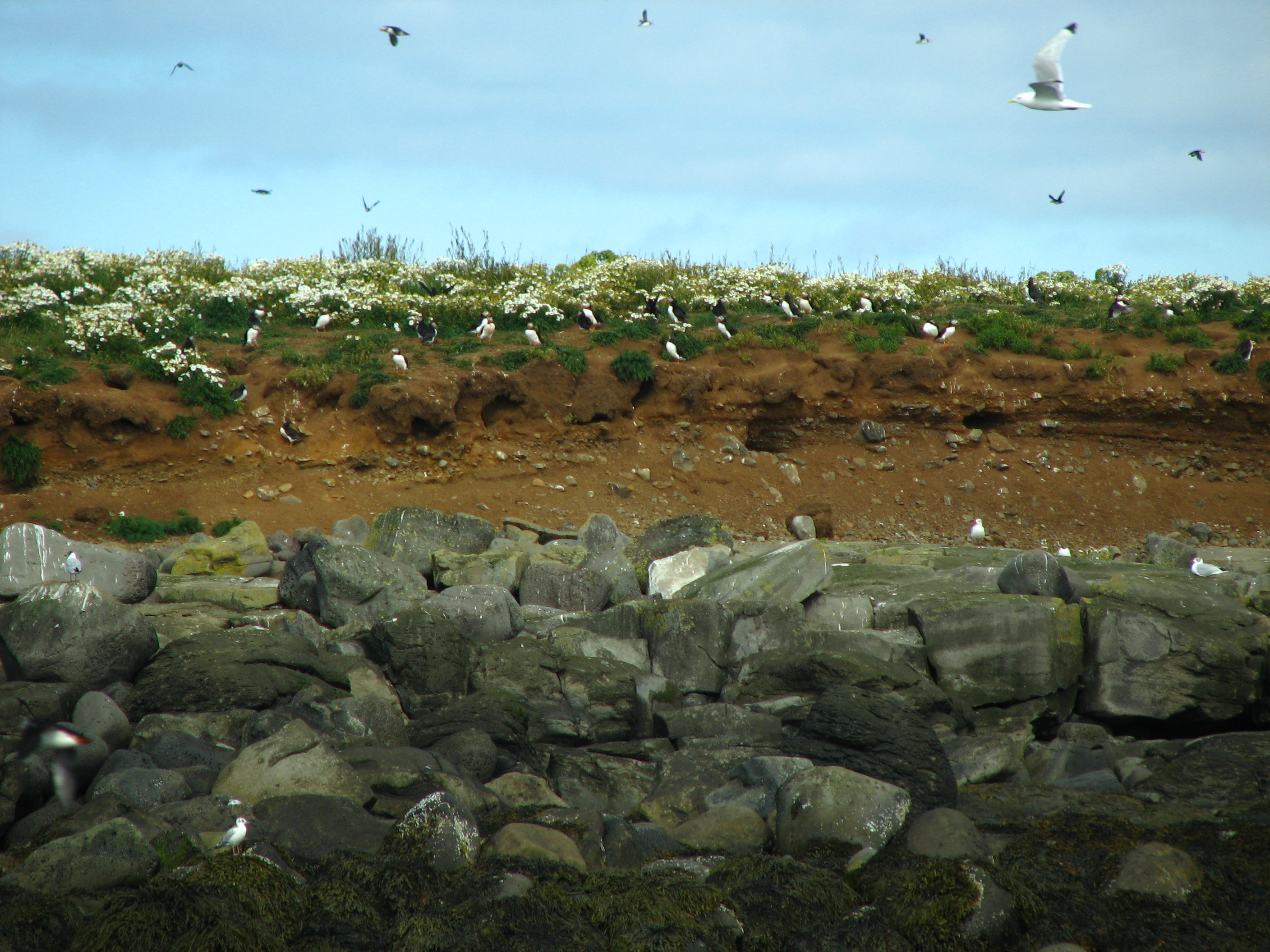
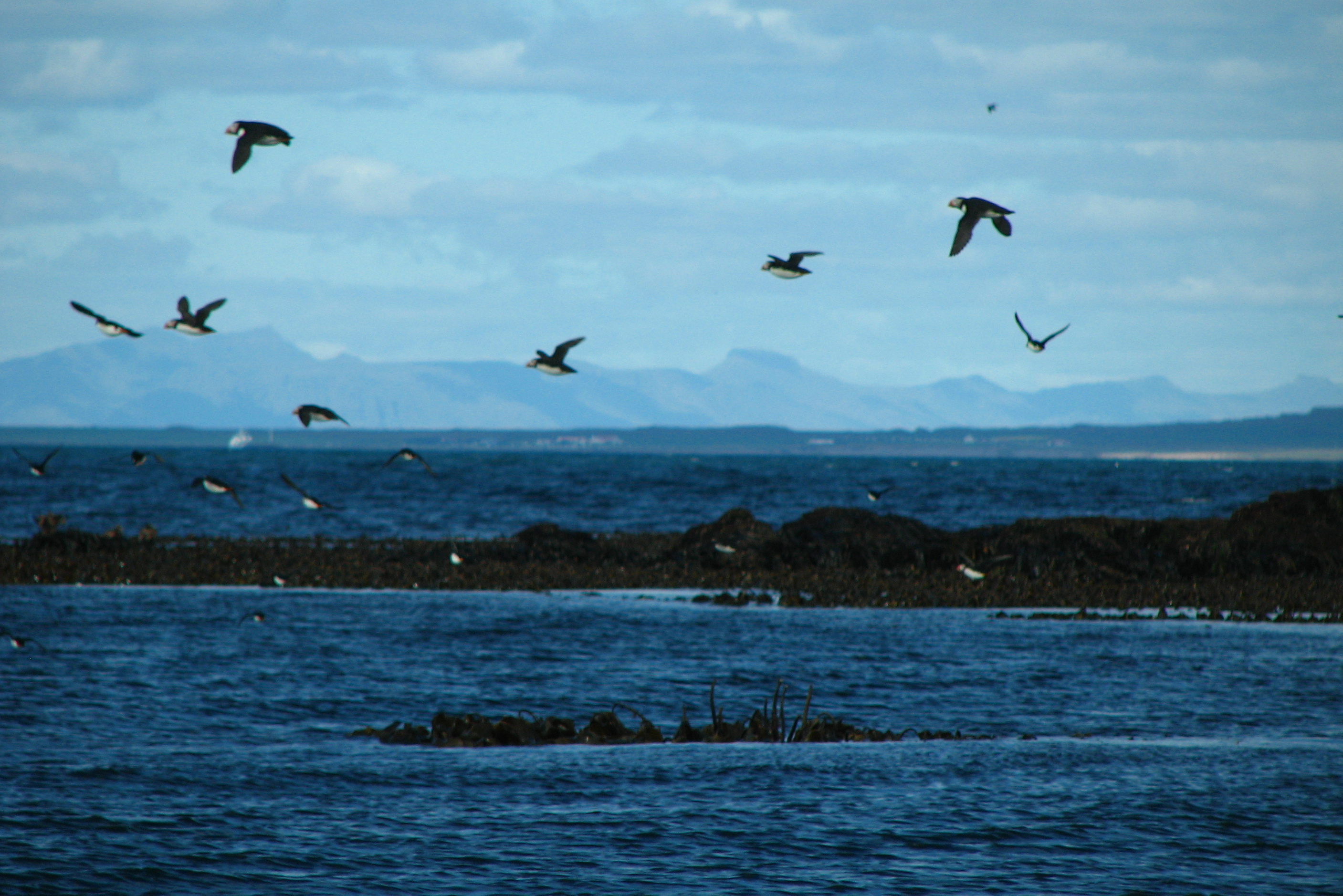